# Jim Taihuttu
 (janvier 2019).
Si vous disposez d'ouvrages ou d'articles de référence ou si vous connaissez des sites web de qualité traitant du thème abordé ici, merci de compléter l'article en donnant les références utiles à sa vérifiabilité et en les liant à la section « Notes et références ».
Jim Taihuttu, né le 6 juillet 1981 à Venlo, au Pays-Bas, est un réalisateur, producteur, scénariste, compositeur et disc jockey néerlandais.

## Biographie
Les ancêtres de Jim Taihuttu sont originaires des Moluques, un archipel indonésien qui fut longtemps une colonie néerlandaise.

## Filmographie
- 2004 : Ziel
- 2007 : Wladimir
- 2008 : Buitenwesten
- 2009 : Caresse
- 2009 : Wolken #2
- 2010 : Dominique
- 2011 : Rabat[3]
- 2013 : Wolf[4]
- 2021 : Des Soldats et des Ombres (nl) (De Oost)
- 2023 : Hardcore Never Dies

## Discographie

### Albums studio et EP

#### Avec son groupe Yellow Claw
- 2013 : Amsterdam Twerk Music (sorti le 26 septembre 2013)
- 2013 : Amsterdam Trap Music (sorti le 11 novembre 2013)
- 2015 : HDYNATION RADIO (sorti le 20 novembre 2015)
- 2015 : Blood for Mercy (sorti le 20 novembre 2015)
- 2017 : Los Amsterdam (sorti le 31 mars 2017)